# Mánfa
Mánfa là một thị trấn thuộc hạt Baranya, Hungary. Thị trấn này có diện tích 27,7 km², dân số năm 2010 là 868 người, mật độ 31 người/km².